# Aéroport international de Gan
Pour les articles homonymes, voir GAN.
L’aéroport international de Gan (code IATA : GAN • code OACI : VRMG), est un aéroport des Maldives. Il est situé sur l'île de Gan dans la zone géographique de l'atoll de Addu et dans la zone administrative de l'atoll de Seenu. 

## Situation
| \| 10 km1:7 410 000 \| Kulhudhuffuchi Hoarafuchi Funadhoo Maavaarulaa Hanimaadhoo Kooddoo Malé Kaadedhdhoo Kadhdhoo Maamigili Fuvahmulah Gan Dharavandhoo Thimarafushi Ifuru Kudahuvadhoo |
| 10 km1:7 410 000 |

## Compagnies et destinations
| Compagnies         | Destinations         |
| ------------------ | -------------------- |
| Maldivian          | Malé Velana          |
| SriLankan Airlines | Colombo-Bandaranaike |

Édité le 01/10/2017  Actualisé le 3/12/2023